# Жлобинский район
Жло́бинский райо́н (бел. Жло́бінскі раён) — административная единица на северо-востоке Гомельской области Республики Беларусь. Административный центр — город Жлобин.
Численность населения — 97 108 человек (на 1 января 2025 года).

## Административное устройство
В районе 15 сельсоветов:
- Доброгощанский
- Кировский
- Коротковичский
- Краснобережский
- Лукский
- Майский
- Малевичский
- Новомарковичский
- Октябрьский
- Папоротнянский
- Пиревичский
- Солонский
- Староруднянский
- Стрешинский
- Щедринский

Упразднённые сельсоветы:
- Верхнеолбянский

- Кабановский
- Радушский
- Ректянский
- Степский

21 сентября 1992 года упразднены Радушский, Ректянский, Степский сельсоветы, населённые пункты которых переданы в состав Краснобережского,  Лукского, Щедринского сельсоветов соответственно. Кабановский сельсовет упразднён в 2013 году.
14 декабря 2022 года Стрешинский и Верхнеолбянский сельсоветы Жлобинского района Гомельской области объединены в одну административно-территориальную единицу – Стрешинский сельсовет Жлобинского района Гомельской области. В состав Стрешинского сельсовета Жлобинского района Гомельской области включены земельные участки Верхнеолбянского сельсовета Жлобинского района Гомельской области.

## География
Площадь района составляет 2100 км² (6-е место). Район граничит с Рогачёвским, Буда-Кошелёвским, Речицким и Светлогорским районами Гомельской области, Бобруйским районом Могилёвской области.
Основные реки — Днепр, Березина, Окра и Добосна. 
Расположен ландшафтный заказник Смычок и частично — Выдрица.

## Геральдика
Герб и флаг утверждены решением Жлобинского городского исполнительного комитета от 28 декабря 2001 года № 962. Зарегистрированы в Гербовом матрикуле Республики Беларусь 28 января 2002 года № 80. 

## История
В 1919 году Жлобин становится волостным центром, а 17 июля 1924 года — центром Жлобинского района (в 1924—1930 годах — в составе Бобруйского округа БССР). В июле 1925 года Жлобину присвоен статус города. В 1930—1938 годах — в прямом республиканском подчинении, в январе 1938 года в связи с новым административным делением Жлобинский район был включён в Гомельскую область.
Территория района неоднократно менялась. 4 августа 1927 года Жлобинскому району было передано 7 сельсоветов Стрешинского района. 26 августа 1939 года Стрешинский район образован повторно, и ему было передано 10 сельсоветов. 29 апреля 1950 года из Рогачёвского района в Жлобинский передан Кировский сельсовет. 17 декабря 1956 года в результате повторного упразднения Стрешинского района Жлобинскому району было передано 8 сельсоветов и посёлок Стрешин. 25 декабря 1962 года к району присоединены два сельсовета Светлогорского района. 7 марта 1963 года Жлобин преобразован в город областного подчинения.
4 января 2002 года Жлобинский район и город Жлобин объединены в одну административно-территориальную единицу – Жлобинский район с административным центром город Жлобин.
25 января 2015 года в состав Жлобина включены земли деревни Лебедевка Лукского сельсовета Жлобинского района и посёлка Рубеж Малевичского сельсовета Жлобинского района.
В 2024 году Жлобинский район отметил 100-летие.

## Демография
Численность населения — 97 108 человек (на 1 января 2025 года), в том числе городское — 77 190 человек (Жлобин — 76 304 человек, Стрешин — 886 человек), сельское — 19 918 человек.
Население района — 98 767 человек (2-е место), в том числе в городских условиях (Жлобин — 77 049 человек, Стрешин — 920 человек) проживают 77 969 человек (75,89 %), в сельских — 20 798 жителей, что составляет 24,11 % от общего числа жителей района (на 1 января 2023 года). Всего насчитывается 156 населённых пунктов.
На 1 января 2018 года 21,8 % населения района были в возрасте моложе трудоспособного, 56,5 % — в трудоспособном возрасте, 21,7 % — в возрасте старше трудоспособного. Средние показатели по Гомельской области — 18,3 %, 56,6 % и 25,1 % соответственно.
Коэффициент рождаемости в районе в 2017 году составил 13,7 на 1000 человек, коэффициент смертности — 11,9 (один из самых низких показателей в Гомельской области, ниже только в Гомеле и Мозырском районе — 9,3 и 10,8 соответственно). Всего в 2017 году в районе родилось 1403 и умерло 1210 человек. Средние показатели рождаемости и смертности по Гомельской области — 11,3 и 13 соответственно, по Республике Беларусь — 10,8 и 12,6 соответственно. Сальдо миграции отрицательное (в 2017 году из района уехало на 335 человек больше, чем приехало).
В 2017 году в районе было заключено 799 браков (7,8 на 1000 человек; второй показатель в области после Хойникского района (8 на 1000 человек)) и 360 разводов (3,5 на 1000 человек; второй показатель в области после Светлогорского района (3,6)). Средние показатели по Гомельской области — 6,9 браков и 3,2 развода на 1000 человек, по Республике Беларусь — 7 и 3,4 соответственно.
| Численность населения | Численность населения | Численность населения | Численность населения | Численность населения | Численность населения | Численность населения | Численность населения |
| 1970                  | 1979                  | 1989                  | 1996                  | 2000                  | 2001                  | 2002                  | 2003                  |
| --------------------- | --------------------- | --------------------- | --------------------- | --------------------- | --------------------- | --------------------- | --------------------- |
| 82 265                | ▲82 499               | ▲98 181               | ▲105 300              | ▲107 432              | ▲107 686              | ▲108 228              | ▼108 004              |
| 2004                  | 2005                  | 2006                  | 2007                  | 2008                  | 2009                  | 2010                  | 2011                  |
| ▼107 642              | ▼107 296              | ▼107 081              | ▼106 526              | ▼106 094              | ▼105 636              | ▼104 615              | ▼103 766              |
| 2012                  | 2013                  | 2014                  | 2015                  | 2016                  | 2017                  | 2018                  | 2019                  |
| ▼102 895              | ▼102 549              | ▼102 154              | ▲102 159              | ▲102 247              | ▼102 159              | ▼102 017              | ▼101 661              |
| 2020                  | 2021                  | 2022                  | 2023                  | 2024                  | 2025                  |                       |                       |
|                       |                       |                       | ▼ 98 767              |                       | ▼97 108               |                       |                       |

| Национальный состав по переписи населения 2009 года | Национальный состав по переписи населения 2009 года | Национальный состав по переписи населения 2009 года |
| Народ                                               | Численность                                         | %                                                   |
| --------------------------------------------------- | --------------------------------------------------- | --------------------------------------------------- |
| Белорусы                                            | 89 085                                              | 84,95 %                                             |
| Русские                                             | 9707                                                | 9,26 %                                              |
| Украинцы                                            | 1934                                                | 1,84 %                                              |
| Цыгане                                              | 369                                                 | 0,35 %                                              |
| Поляки                                              | 167                                                 | 0,16 %                                              |
| Татары                                              | 133                                                 | 0,13 %                                              |
| Армяне                                              | 132                                                 | 0,13 %                                              |
| Молдаване                                           | 91                                                  | 0,09 %                                              |
| Азербайджанцы                                       | 84                                                  | 0,08 %                                              |
| Евреи                                               | 60                                                  | 0,06 %                                              |
| Немцы                                               | 44                                                  | 0,04 %                                              |
| Грузины                                             | 38                                                  | 0,04 %                                              |
| Башкиры                                             | 32                                                  | 0,03 %                                              |
| Узбеки                                              | 29                                                  | 0,03 %                                              |
| Литовцы                                             | 25                                                  | 0,02 %                                              |

По переписи 1959 года, в районе проживало 75 823 человека, в том числе 67 895 белорусов (89,54 %), 4485 русских (5,92 %), 1231 украинец (1,62 %), 1213 евреев (1,6 %), 497 поляков (0,66 %).

## Экономика

### Промышленность
На территории района работает 20 промышленных предприятий. Ведущие отрасли — чёрная металлургия, пищевая, деревообрабатывающая, лёгкая промышленность.
- Белорусский металлургический завод
- Жлобинский механический завод «Днепр» (бывший Жлобинский ремонтно-механический завод)
- Предприятие «БЕЛФА» — производство искусственного меха, пошив швейных изделий
- Жлобинский мясокомбинат
- Жлобинский молочный завод
- «Жлобинмебель»
- Жлобинская швейная фабрика

### Сельское хозяйство
В 2017 году в сельскохозяйственных организациях под зерновые и зернобобовые культуры было засеяно 32 221 га пахотных земель, под кормовые культуры — 35 183 га. По площади пахотных земель, засеянных зерновыми, район находится на третьем месте в Гомельской области. В 2016 году было собрано 66,5 тыс. т зерновых и зернобобовых, в 2017 году — 81,5 тыс. т (урожайность — 26,1 ц/га в 2016 году и 25,3 ц/га в 2017 году). Средняя урожайность зерновых в Гомельской области в 2016—2017 годах — 30,1 и 28 ц/га, в Республике Беларусь — 31,6 и 33,3 ц/га. По сбору зерновых в 2017 году район занял четвёртое место в Гомельской области.
На 1 января 2018 года в сельскохозяйственных организациях района (без учёта личных хозяйств населения и фермеров) содержалось 48,2 тыс. голов крупного рогатого скота, в том числе 16,2 тыс. коров, а также 38,6 тыс. свиней. По поголовью крупного рогатого скота район занимает четвёртое место в области, по поголовью коров — третье, по поголовью свиней — пятое. В 2017 году в районе было произведено 9,8 тыс. т мяса в живом весе и 83,9 тыс. т молока при среднем удое 5227 кг (средний удой с коровы по сельскохозяйственным организациям Гомельской области — 4947 кг в 2017 году). По производству молока район занимает четвёртое место в Гомельской области, уступая Мозырскому, Рогачёвскому и Гомельскому районам.

## Транспорт
Транспортная инфраструктура включает железную дорогу (направления Минск — Гомель и Орша — Калинковичи). На территории района находятся следующие предприятия Гомельского отделения Белорусской железной дороги:
- Станция Жлобин
- Жлобинское вагонное депо
- Локомотивное депо Жлобин
- Жлобинская дистанция пути
- Жлобинская дистанция сигнализации и связи

По территории района проходят автодороги Бобруйск — Гомель, Рогачёв — Светлогорск. По Днепру осуществляется судоходство.

## Здравоохранение
В 2017 году в учреждениях Министерства здравоохранения Республики Беларусь насчитывалось 252 практикующих врача (24,7 в пересчёте на 10 тысяч человек; средний показатель по Гомельской области — 39,3, по Республике Беларусь — 40,5) и 902 средних медицинских работника. Число больничных коек в лечебных учреждениях района — 688 (в пересчёте на 10 тысяч человек — 67,4; средний показатель по Гомельской области — 86,4, по Республике Беларусь — 80,2).

## Образование
В 2017 году в районе действовало 49 учреждений дошкольного образования (включая комплексы «детский сад — школа») с 5,6 тыс. детей. В 2017/2018 учебном году действовало 37 учреждений общего среднего образования, в которых обучалось 12,7 тыс. учеников. Учебный процесс в школах обеспечивали 1115 учителей, на одного учителя в среднем приходилось 11,4 учеников (самый высокий показатель в области; среднее значение по Гомельской области — 8,6, по Республике Беларусь — 8,7).

## Культура
В районном центре расположен Жлобинский историко-краеведческий музей. В музее собрано 11 тыс. музейных предметов основного фонда. В 2016 году музей посетили 30,4 тыс. человек (пятый показатель в Гомельской области).
В музее имеются:
- Картинная галерея
- Выставочный зал

## События и мероприятия
- Молодёжный туристический фестиваль «Сварог-2023»

## Достопримечательности

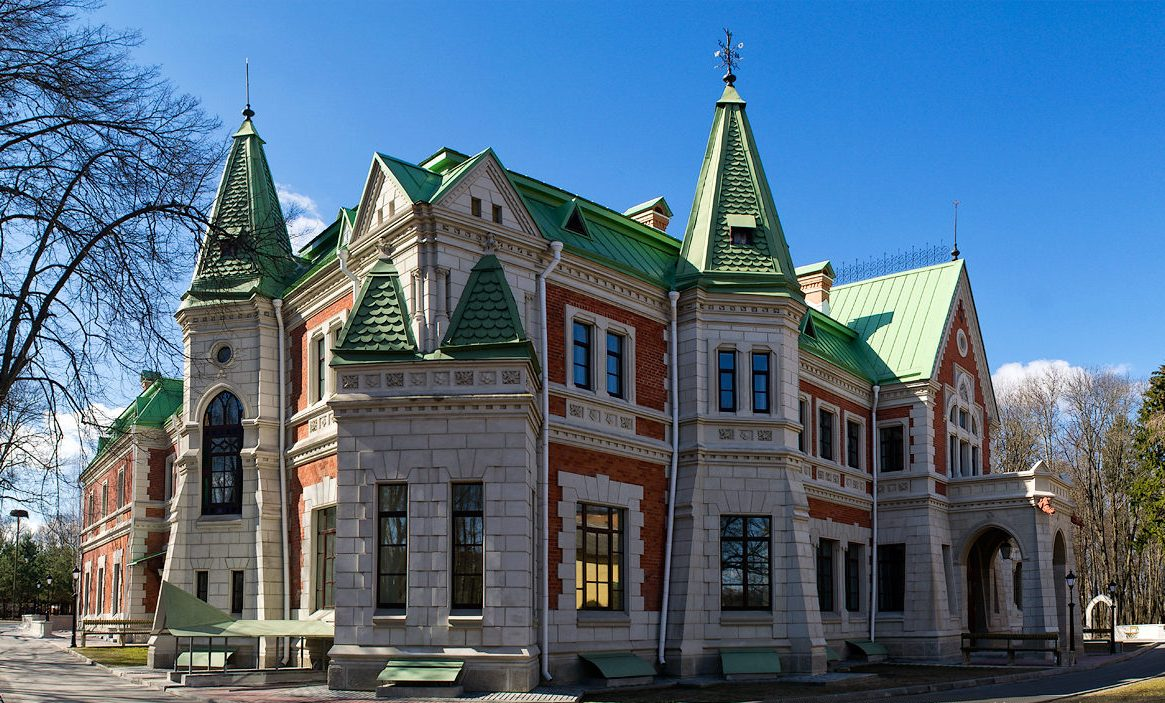
Усадьба в Красный Берег

- Красный Берег — Памятник детям — жертвам Великой Отечественной войны (2007).

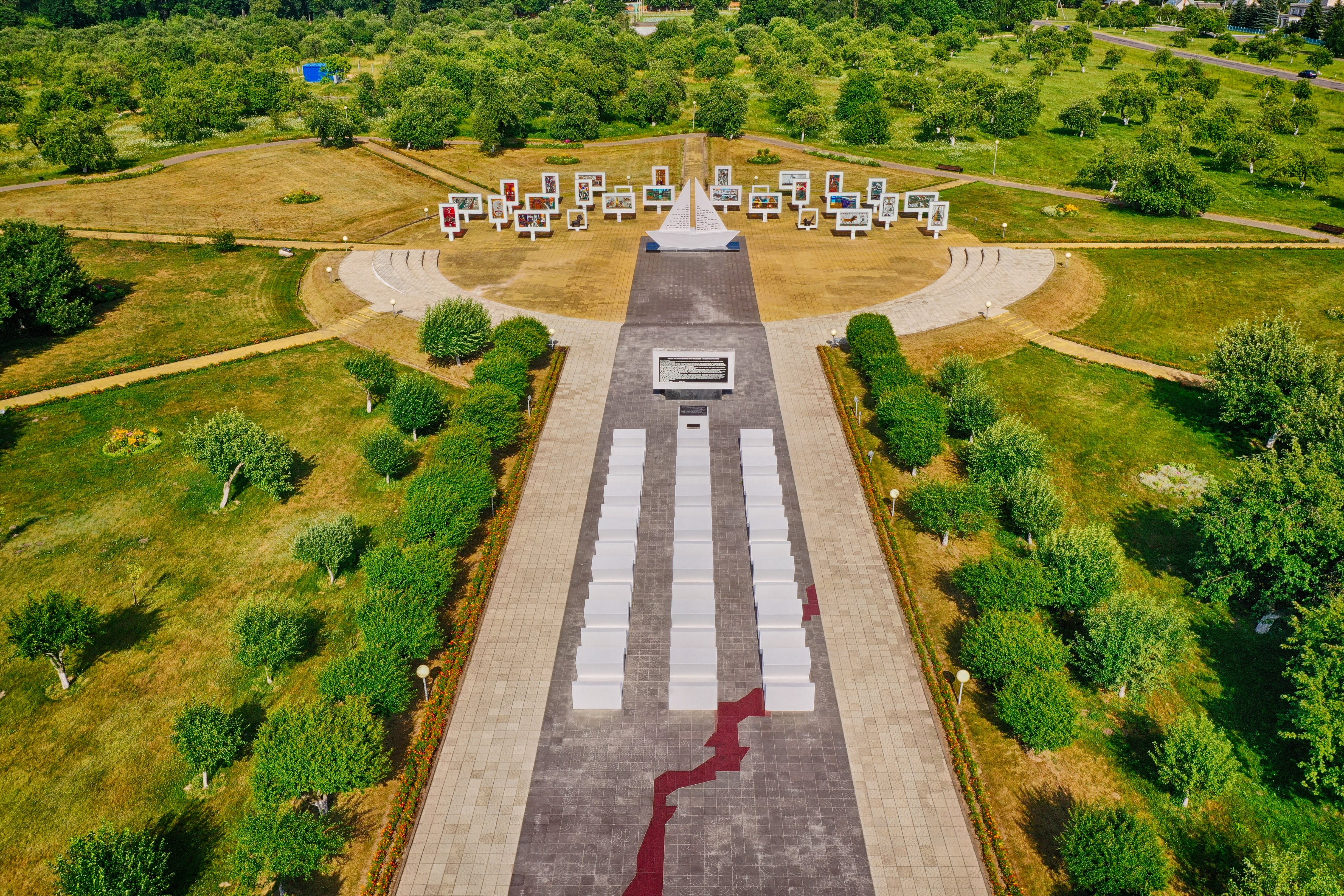
Мемориал «Детям – жертвам войны» в Красный Берег

- Красный Берег — парк пейзажно-регулярного типа (1893 г), занесенный в перечень ботанических памятников природы республиканского значения.Мемориал «Детям – жертвам войны» в Красный БерегКрасный Берег — бывшее имение Гатовского-Поклевского-Козелл (1893 г), включённое в государственный список историко-культурных ценностей Республики Беларусь.
- Стрешин — Покровская церковь (1807) — памятник архитектуры классицизма.
- Пиревичи — Церковь Всех Святых (1902) — памятник архитектуры неорусского стиля.
- Ляды — Ветряная мельница XIX в.
- Казимирово — Казимировский Свято-Успенский женский монастырь

В Жлобине расположен зоопарк с 67 видами животных, в том числе семью занесёнными в Красную книгу. В 2016 году его посетили 17,6 тыс. человек.

### Памятник природы, заказник
- Водно-болотные заказники местного значения "Жлобинский", "Калиновка"

## СМИ
Издаётся газета «Новы дзень».